# Nous sommes tous des voleurs
Pour les articles homonymes, voir Thieves Like Us (homonymie).
Pour plus de détails, voir Fiche technique et Distribution.
Nous sommes tous des voleurs (Thieves Like Us) est un film américain réalisé par Robert Altman, sorti en 1974.

## Synopsis
Bowie est un jeune prisonnier condamné pour meurtre. Il arrive à s'évader avec les autres prisonniers de son chain gang, Chicaaw et T-Dub. Ils s'associent avec d'autres gangsters et dévalisent des banques. Bowie est blessé dans un accident de voiture et se réfugie chez Keechie, jeune femme dont il tombe amoureux.

## Fiche technique
- Titre : Nous sommes tous des voleurs
- Titre original : Thieves Like Us
- Réalisation : Robert Altman
- Scénario : Robert Altman, Calder Willingham et Joan Tewkesbury d'après le roman d'Edward Anderson qui avait déjà inspiré le film de Nicholas Ray Les Amants de la nuit
- Production : Jerry Bick et George Litto
- Photographie : Jean Boffety
- Montage : Lou Lombardo
- Pays de production :  États-Unis
- Format : Couleurs - 1,85:1 - Mono
- Genre : Drame, romance
- Durée : 123 minutes
- Date de sortie : 1974
- Affiche : Jouineau Bourduge (France)

## Distribution
- Keith Carradine : Bowie
- Shelley Duvall : Keechie
- John Schuck : Chicamaw
- Bert Remsen : T-Dub
- Louise Fletcher : Mattie
- Ann Latham : Lula
- Tom Skerritt : Dee Mobley